# Corona Schröter

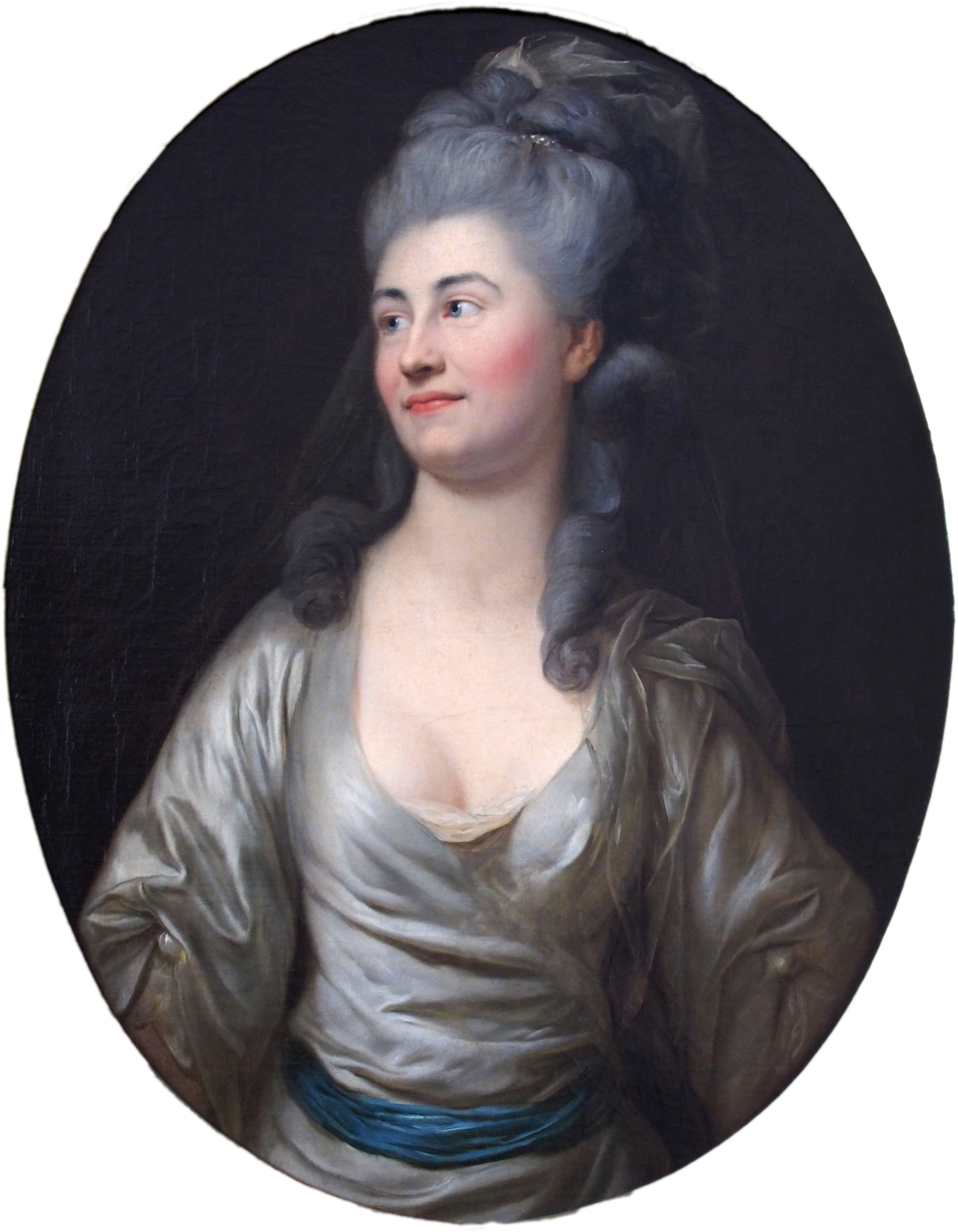
Corona Schröter, Gemälde von Anton Graff (1787)

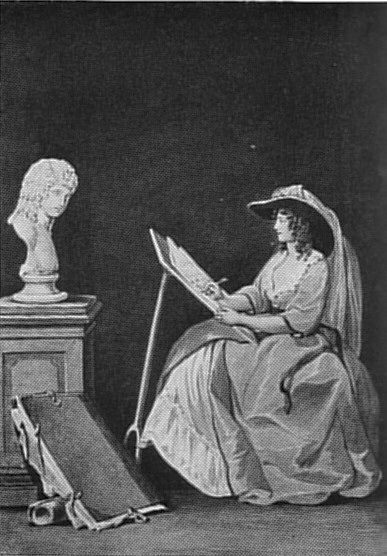
Corona Schröter im Atelier

Corona Elisabeth Wilhelmine Schröter (* 14. Januar 1751 in Guben, Markgrafschaft Niederlausitz; † 23. August 1802 in Ilmenau, Herzogtum Sachsen-Weimar-Eisenach) war eine deutsche Sängerin (Sopran), Schauspielerin und Komponistin.

## Leben
Corona Schröter wurde als erstes Kind von Johann Friedrich Schröter († 1810), Oboist im Graf Brühlschen Regiment, und dessen Gattin Marie Regina geb. Hefter (* 1723), Tochter eines Schuhmachers und Lohgerbermeisters, geboren. Sie hatte die Geschwister Johann Samuel (1752–1788), Heinrich (1760 bis nach 1782) und Maria Henriette (1766 bis nach 1804). Nachdem die Familie nach Leipzig gezogen war, bildete Johann Adam Hiller Schröter zur Sängerin aus. In Leipzig lernte sie Johann Wolfgang von Goethe kennen, der sogleich von ihr beeindruckt war.
Im Oktober 1776 wurde sie auf Goethes Vorschlag als Hofvokalistin und Kammersängerin nach Weimar verpflichtet. Sie wurde, auch schauspielerisch begabt, der Mittelpunkt von Goethes Liebhabertheater, unter anderem war sie die erste Darstellerin der Iphigenie. Ein Ölgemälde des Malers Georg Melchior Kraus (1737–1806) zeigt, wie Corona als Iphigenie und Goethe als ihr Bruder Orest gemeinsam auf der Bühne stehen. In Goethes Singspiel Die Fischerin, das 1782 in Tiefurt uraufgeführt wurde, spielte sie die Hauptrolle. Auch das wurde von Georg Melchior Kraus im Bild festgehalten. Sie vertonte in dem Stück für ihren Gesang angelegte Lieder, dabei zum Beispiel die Ballade von Erlkönig, die erste Vertonung dieses Gedichts überhaupt.
In seiner Elegie Auf Miedings Tod (1782) spielt Goethe auf Corona Schröter an:
Ihr kennt sie wohl; sie ists, die stets gefällt:

Als eine Blume zeigt sie sich der Welt,

Zum Muster wuchs das schöne Bild empor,

Vollendet nun, sie ists und stellt sich vor.

Es gönnten ihr die Musen jede Gunst.

Und die Natur erschuf in ihr die Kunst.

So häuft sie willig jeden Reiz auf sich,

Und selbst dein Name ziert, Corona, dich.
In Weimar besuchte Corona Schröter die von Goethe geförderte Fürstliche freie Zeichenschule.  Neben den Vertonungen der Fischerin brachte sie 1786 eine Sammlung von 25 Liedern heraus.
Ab 1788 zog sie sich immer mehr vom höfischen Leben zurück, bis sie 1802 im Sächsischen Hof in Ilmenau in Anwesenheit ihrer langjährigen Freundin Wilhelmine Probst an Tuberkulose verstarb. Ihr Grab ist im historischen Bereich des Ilmenauer Friedhofes zu besichtigen.

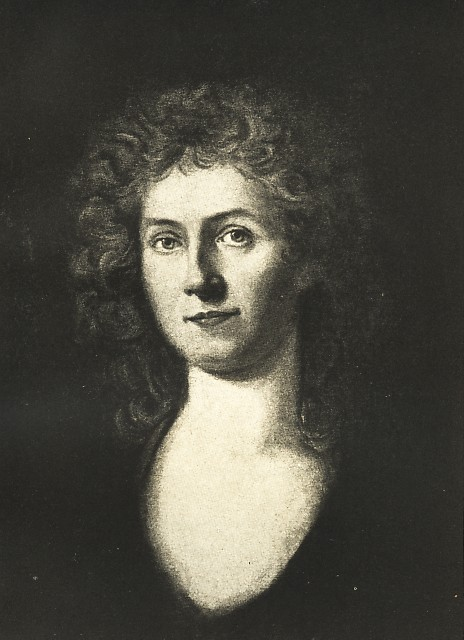
Selbstbildnis
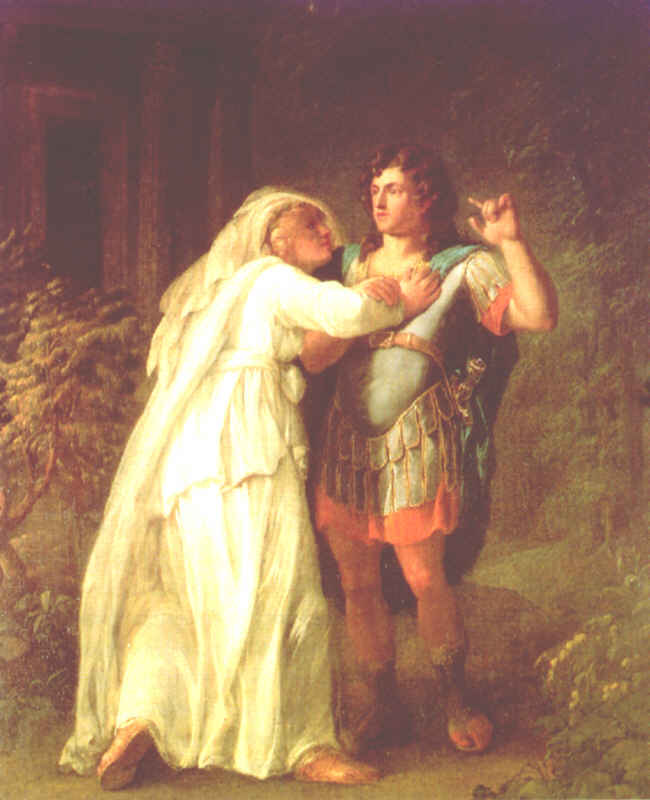
Schröter als Iphigenie und Goethe als Orest
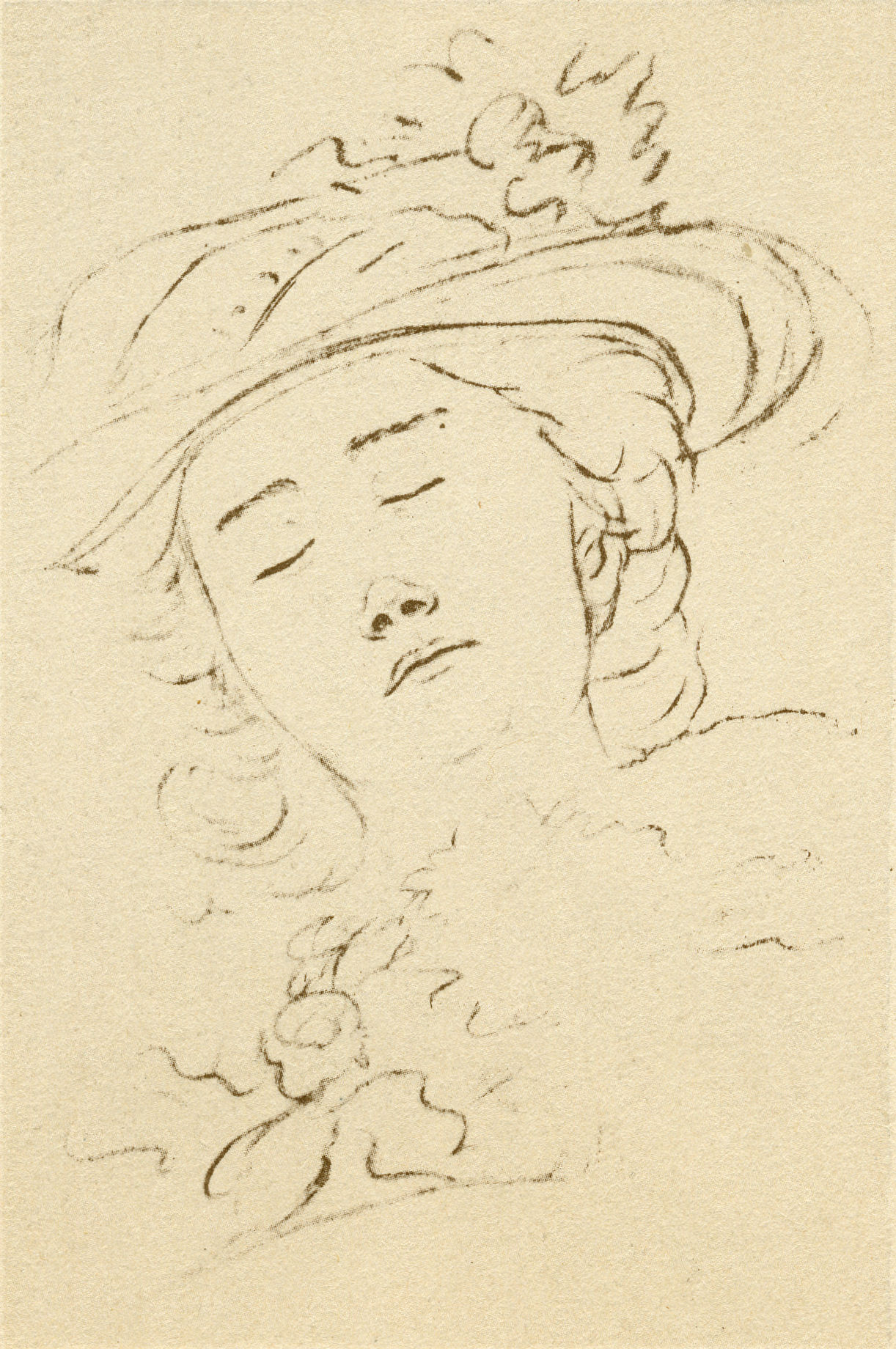
Corona Schröter von Goethe am 19. Juli 1777 gezeichnet
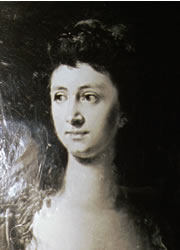
Corona Schröter
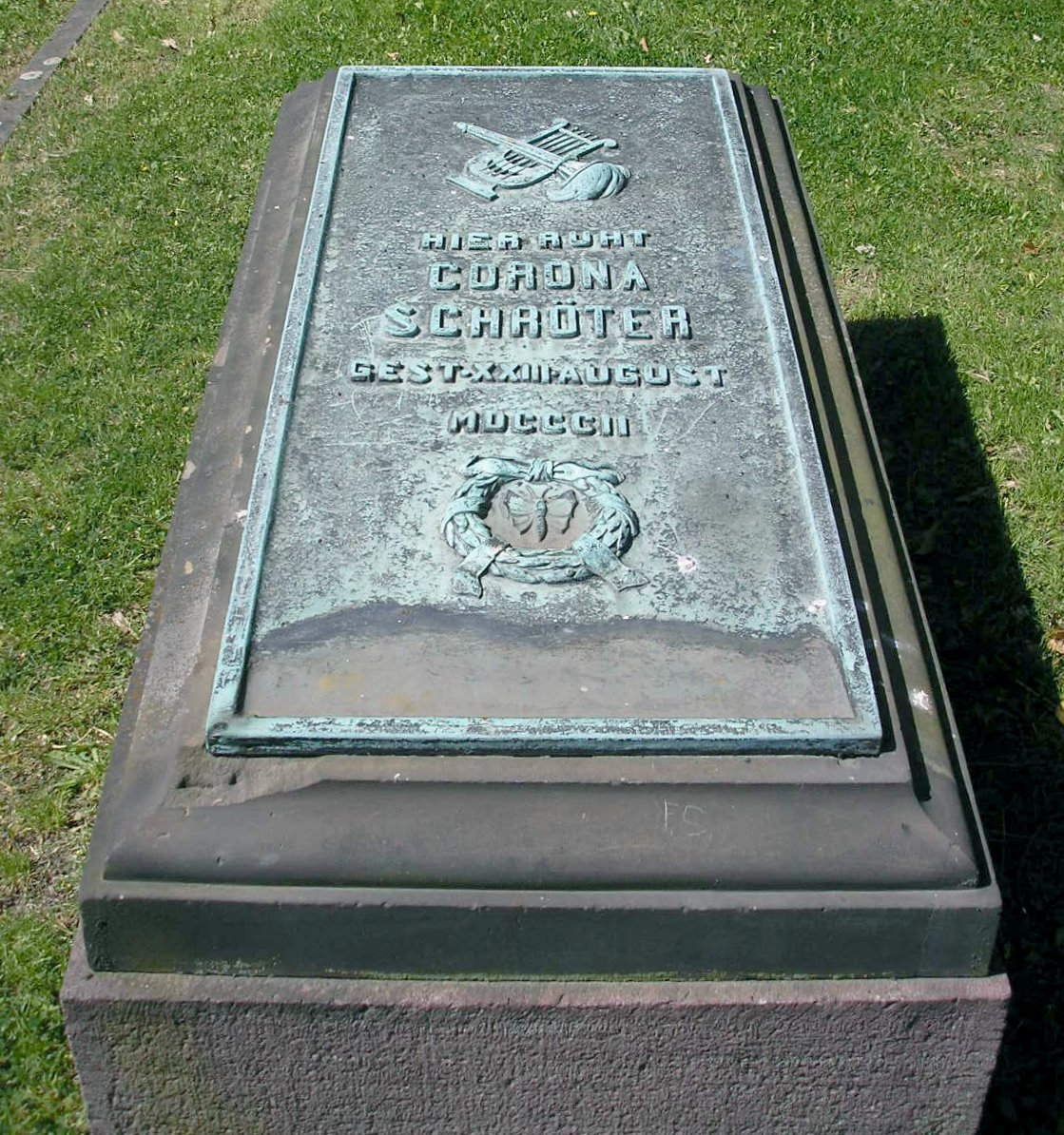
Grabstätte der Mme. Schröterin auf dem Ilmenauer Friedhof
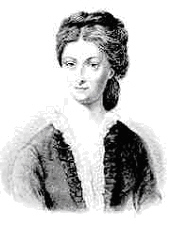
Corona Schröter
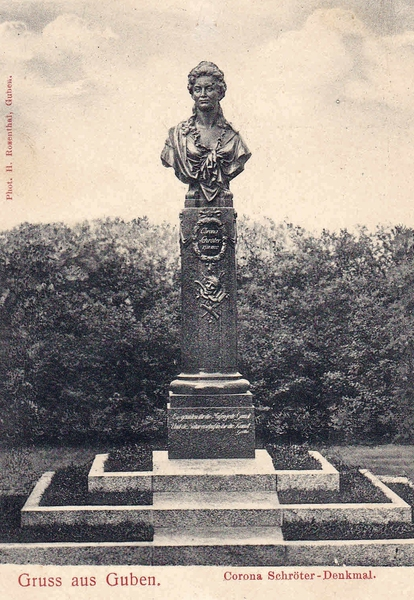
1905 aufgestelltes Denkmal in Guben (1945 zerstört); Ansichtskarte von Herbert Rosenthal
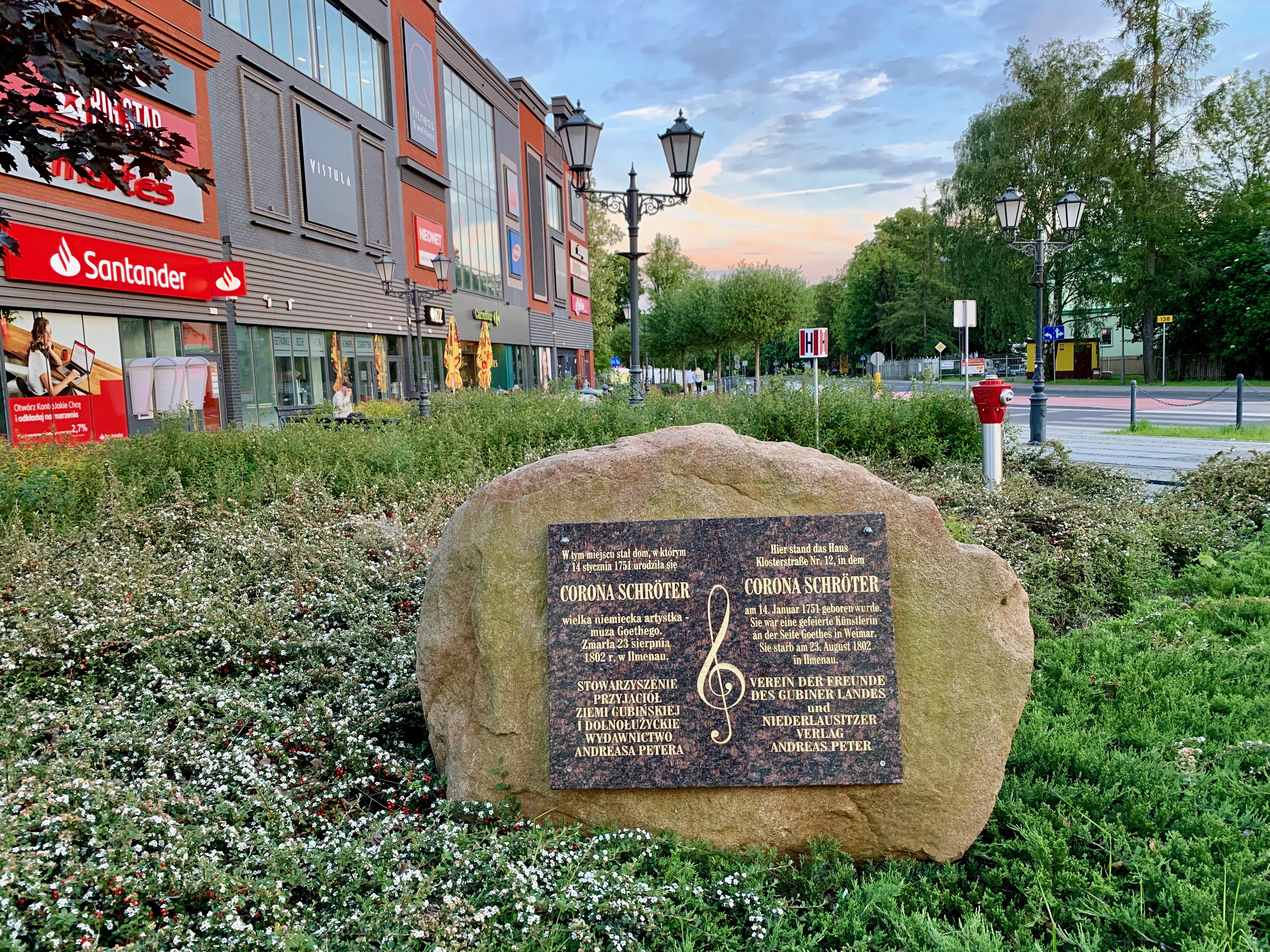
Gedenkstein in Gubin, Polen

## Ehrungen
- Zum Gedenken an Schröter sind heute eine Grundschule und eine Straße in Guben sowie eine Straße in der Südstadt von Ilmenau nach ihr benannt.
- Im Park an der Ilm in Weimar gibt es einen Corona-Schröter-Weg, der unmittelbar an Goethes Gartenhaus vorbeiführt.
- Am 20. Mai 1905 wurde in Guben ein Denkmal eingeweiht, das aus Spenden finanziert wurde. Es stand auf der Theaterinsel (heute Gubin, Polen), ist aber nicht mehr erhalten.
- Im August 2012 wurde an der Stelle ihres Geburtshauses (heute Gubin, Polen) ein neuer Gedenkstein enthüllt.[2]
- Im Schloss und Park Tiefurt gibt es den Stein: Amor als Nachtigallenfütterer, den Goethe Corona Schröter widmete.